# Perconia fuscosignaria
Perconia fuscosignaria là một loài bướm đêm trong họ Geometridae.